# 三重県高等学校の廃校一覧
三重県高等学校の廃校の一覧（みえけんこうとうがっこうのはいこうのいちらん）とは、三重県の廃校となった高等学校の一覧。対象となるのは学制改革（1948年）以降に廃校となった高等学校と分校である。名称は廃校当時のもの。廃校時に属していた自治体が合併により消滅している場合は現行の自治体に含める。また現在休校中の学校は公式には存続していることとなっているが、休校中の学校は事実上廃校となっている場合が多いため、便宜上本項に記載する。

## 国立高等学校
松阪市
- 三重大学学芸学部附属高等学校（1953年4月廃止）[1]

鳥羽市
- 国立鳥羽商船高等学校（1967年6月1日鳥羽商船高等専門学校発足[2]に伴い、1969年本科、1971年専攻科を閉科）[注釈 1]

## 公立高等学校

### 津市
- 津市立高等学校（1949年4月25日三重県津高等学校〈1951年三重県立津高等学校へ改称〉へ統合、1951年三重県津実業高等学校として独立、1954年三重県津商業高等学校〈1955年三重県立津商業高等学校へ改称〉[3]と三重県津女子高等学校〈1997年三重県立みえ夢学園高等学校へ改称〉[4]へ分割）
- 三重県津実業高等学校大里分校（1952年）[4]

### 四日市市
- 三重県四日市実業高等学校（1949年三重県四日市高等学校〈1955年三重県立四日市高等学校へ改称〉へ統合され四日市高富田部と浜田部となり[5]、1950年富田部が三重県四日市商業高等学校〈1955年三重県立四日市商業高等学校へ改称〉として独立[注釈 2]、1955年浜田部が三重県立四日市工業高等学校として独立[6]）
- 三重県四日市実業高等学校菰野分校（1949年四日市高へ統合され四日市高浜田部菰野分校へ）[注釈 3]
- 三重県河原田高等学校〈初代〉（1949年四日市高へ統合され四日市高河原田部となり[5]、1950年河原田高〈2代目〉として独立、1955年三重県立四日市農芸高等学校へ改称[7]）

### 伊勢市
- 三重県明野高等学校〈初代〉（1949年統合により三重県山田高等学校明野校舎となり、1950年三重県明野高等学校〈2代目〉として分離、1955年三重県立明野高等学校へ改称）[8]
- 三重県宇治山田高等学校〈初代〉（1949年統合により山田高高倉校舎となり、1950年三重県宇治山田高等学校〈2代目〉として分離、1955年三重県立宇治山田高等学校へ改称）[9]
- 三重県宇治山田実業高等学校（1949年統合により山田高河崎校舎となり、1950年宇治山田商工高併設校、1958年三重県立伊勢実業高等学校として独立、2004年三重県立伊勢まなび高等学校へ改称）[10]
- 三重県山田高等学校大湊分校（1950年宇治山田商工高併設校へ統合）[10]
- 三重県立宇治山田商工高等学校（1958年三重県立伊勢工業高等学校[11]・三重県立宇治山田商業高等学校[12]・伊勢実業高へ分割）

### 松阪市
- 三重県立松阪南高等学校〈初代〉[注釈 4]（1949年松阪北高と統合し三重県松阪高等学校〈初代〉南校舎となり、1950年松阪南高〈2代目〉として分離、1952年三重県松阪高等学校〈2代目〉、1955年三重県立松阪高等学校へ改称）[13]
- 三重県松阪北高等学校〈初代〉（1949年松阪南高と統合し松阪高〈初代〉北校舎となり、1950年松阪北高〈2代目〉として分離、1952年三重県松阪工業高等学校、1955年三重県立松阪工業高等学校へ改称）[注釈 5]

### 桑名市
- 三重県立桑名高等学校衛生看護分校（2011年廃止、本校に衛生看護科として設置）[14]

### 尾鷲市
- 三重県立尾鷲工業高等学校（2001年三重県立尾鷲高等学校へ統合し、2003年閉校）[15]

### 志摩市
- 三重県磯部高等学校（1954年三重県志摩高等学校北校舎となり、1955年三重県立志摩高等学校へ改称）[16]
- 三重県鵜方高等学校（1954年志摩高南校舎となり、1955年9月1日北校舎へ統合）[16]

### 伊賀市
- 三重県上野北高等学校（1949年上野南高と統合し三重県上野高等学校北校舎となり、1955年三重県立上野高等学校へ改称）[17]
- 三重県上野南高等学校（1949年上野北高と統合し上野高南校舎となり、1951年三重県上野商工高等学校として独立[17]、1964年上野工業高と上野商業高へ分割）
- 三重県立上野高等学校花之木分校（1956年募集停止）[17]
- 三重県立上野高等学校大山田分校（1968年）[17]
- 三重県立上野高等学校阿山分校（1972年募集停止）[17]
- 三重県立上野工業高等学校（2009年統合により三重県立伊賀白鳳高等学校を新設[18]。3校は2011年閉校）
- 三重県立上野商業高等学校（同上）[18]
- 三重県立上野農業高等学校（同上）[18]

### 名張市
- 三重県立名張桔梗丘高等学校（2016年名張西高と統合し三重県立名張青峰高等学校を新設[19]。2018年閉校）
- 三重県立名張西高等学校（2016年名張桔梗丘高と統合し名張青峰高を新設[19]。2018年閉校）

### 多気郡
- 三重県立宮川高等学校（2010年三重県立相可高等学校へ統合、2012年閉校）[20]

### 度会郡
- 三重県立度会高等学校（1974年明野高度会校舎から独立、2004年統合により三重県立南伊勢高等学校度会校舎へ）[21]
- 三重県立南勢高等学校（2004年統合により三重県立南伊勢高等学校南勢校舎へ）[22]
- 三重県立南伊勢高等学校南島校舎（2004年三重県立南島高等学校が閉校し南伊勢高南島校舎となり[23]、2008年南勢校舎へ統合[24]）

### 北牟婁郡
- 三重県立長島高等学校（2005年三重県立尾鷲高等学校長島校となり、2010年閉校）[15]

## 私立高等学校

### 津市
- ジ・オリオン高等学校（閉校当時は一志郡久居町、1969年閉校）[25]
- 向陽台高等学校津学院（1995年）

### 亀山市
- 城南高等学校（1969年休校、1970年廃校）[25]

### 松阪市
- 梅村学園松阪女子高等学校（1994年梅村学園三重高等学校へ統合）[26]

### 伊勢市
- 清明高等学校（1997年）[25]

### 伊賀市
- ウィッツ青山学園高等学校（2017年閉校。校地は神村学園が承継し、神村学園高等部伊賀を設置）[27]